# Lykkeliga
Lykkeliga er en håndboldliga for udviklingshandicappede børn og unge. Ligaen blev etableret i foråret 2017 af tidligere landsholdsspiller Rikke Nielsen samt reklamemand Mikael Espensen. Begge er forældre til døtre med downs syndrom. TV2-programmerne "Verdens lykkeligste landshold" følger spillerne Magda, Tobias og Jacob og etableringen af et landshold, hvor samtlige spillere i LykkeLiga er udtaget. Omkring 1.200 børn og unge med udviklingshandicap spiller håndbold i LykkeLigas 70 klubber over hele Danmark.

## Priser
I 2017 vandt Rikke Nilsen prisen "Årets forbillede" ved DR's sportsshow Sporten 2016. I 2019 vandt Lykkeliga "Danskernes idrætspris" ved Sport 2018.